# Céline Dion/Auszeichnungen für Musikverkäufe

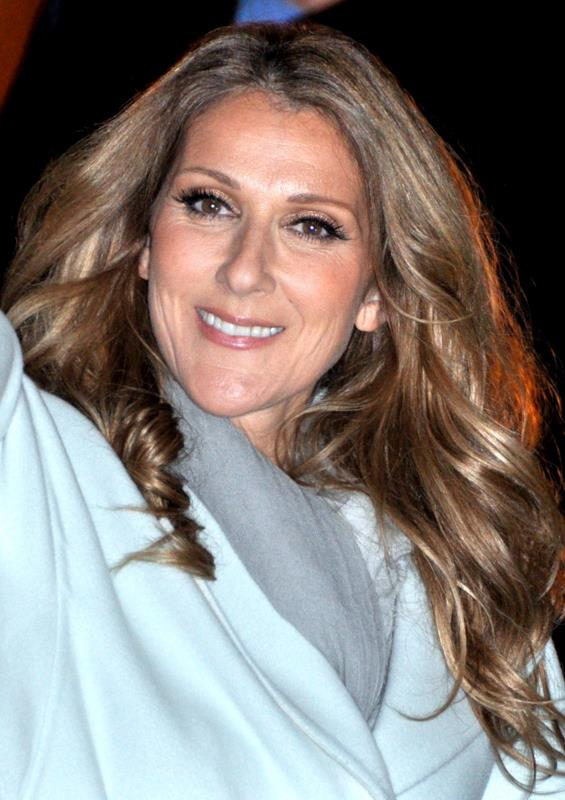
Céline Dion (2012)

Dies ist eine Übersicht über die Auszeichnungen für Musikverkäufe der kanadischen Pop-Sängerin Céline Dion. Die Auszeichnungen finden sich nach ihrer Art (Gold, Platin usw.), nach Staaten getrennt in chronologischer Reihenfolge, geordnet sowie nach den Tonträgern selbst, ebenfalls in chronologischer Reihenfolge, getrennt nach Medium (Alben, Singles usw.), wieder.

## Auszeichnungen
| - Frankreich - 1994: für die Single The Power Of Love - 1995: für die Single Je sais pas - 1996: für die Single All By Myself - 1998: für die Single Immortality - 1998: für die Single Zora sourit - 2003: für die Single Tout l’or des hommes - 2005: für die Single Je ne vous oublie pas - Portugal - 2003: für das Album One Heart - Vereinigtes Königreich - 1998: für die Single I’m Your Angel - 2013: für das Album The Collector’s Series Vol. 1 - 2013: für das Album A New Day… Live in Las Vegas - 2017: für das Album The Essential - 2018: für die Single A New Day Has Come - 2019: für das Album Courage - 2020: für die Single That’s the Way It Is - 2021: für die Single Falling into You - 2022: für die Single Ashes - 2023: für die Single Beauty and the Beast - 2024: für die Single I Drove All Night - 2024: für die Single Pour que tu m’aimes encore - 2024: für die Single Happy Xmas (War Is Over) - 2024: für die Single Set My Heart on Fire - Argentinien - 2002: für das Album A New Day Has Come - Australien - 1996: für die Single It’s All Coming Back to Me Now - 1998: für die Single I’m Your Angel - 1999: für die Single That’s the Way It Is - 2002: für die Single A New Day Has Come - 2003: für die Single I Drove All Night - 2010: für das Videoalbum Through the Eyes of the World - 2021: für das Album The Collector’s Series Vol. 1 - 2021: für das Album The Essential - 2021: für das Album Unison - Belgien - 1995: für das Album Dion chante Plamondon – Des mots qui sonnent - 1995: für die Single Je sais pas - 1995: für die Single Think Twice - 1996: für die Single It’s All Coming Back to Me Now - 1998: für die Single Zora sourit - 1999: für die Single S’il suffisait d’aimer - 1999: für die Single That’s the Way It Is - 2003: für die Single I Drove All Night - 2003: für das Album One Heart - 2004: für das Album Miracle - 2007: für das Album D’elles - 2007: für das Album Taking Chances - 2008: für das Videoalbum Live in Las Vegas – A New Day - 2013: für das Album Loved Me Back to Life - Brasilien - 1997: für das Album Falling into You - 2002: für das Album A New Day Has Come - Dänemark - 2020: für die Single Because You Loved Me - 2022: für die Single I’m Alive - 2023: für die Single The Power Of Love - 2023: für die Single Happy Xmas (War Is Over) - 2025: für die Single Think Twice - Deutschland - 1996: für das Album The Colour of My Love - 1996: für die Single Because You Loved Me - 1998: für das Album These Are Special Times - 2000: für die Single That’s the Way It Is - 2000: für das Album The Collector’s Series Vol. 1 - 2003: für das Album One Heart - 2022: für das Album Taking Chances - 2022: für das Album My Love: Essential Collection - 2023: für die Single I’m Alive - Finnland - 1998: für das Album These Are Special Times - 2002: für das Album A New Day Has Come - 2003: für das Album 1 fille & 4 types - 2003: für das Album One Heart - 2008: für das Album My Love: Essential Collection - Frankreich - 1983: für die Single D’amour ou d’amitié - 1993: für die Single Ziggy (Un garçon pas comme les autres) - 1995: für das Album Les premières années - 1997: für die Single Tell Him - 1997: für das Album Unison - 1998: für das Album Gold Vol. 2 - 1998: für das Videoalbum Live in Memphis 1997 - 1999: für die Single S’il suffisait d’aimer - 2000: für das Album The Collector's Series Vol. 1 - 2000: für das Album Gold Vol. 1 - 2002: für die Single I’m Alive - 2004: für das Album Miracle - 2007: für das Album Taking Chances - 2010: für das Videoalbum Taking Chances World Tour: The Concert - 2014: für das Album Céline une seule fois / Live 2013 - 2017: für das Album Un peu de nous - Griechenland - 2002: für das Album A New Day Has Come - 2003: für das Album One Heart - Italien - 1995: für das Album The Colour of My Love - 2009: für die Single My Heart Will Go On - 2021: für das Album These Are Special Times - 2023: für die Single Happy Xmas (War Is Over) - Japan - 1996: für das Album Céline Dion - 1997: für die Single The Power of the Dream - 1998: für die Single My Heart Will Go On (Dance-Mix) - 2000: für das Album The Collector’s Series Vol. 1 - 2002: für das Album A New Day Has Come - 2007: für das Album Taking Chances - 2008: für das Album Complete Best - 2010: für die Single To Love You More (Mobile Downloads) - Kanada - 1983: für das Album Les Chemins De Ma Maison - 1984: für das Album Mélanie - 1984: für die Single Une Colombe - 1985: für die Single D’amour Et D’amitie - 1992: für das Videoalbum Unison - 1999: für das Album Au coeur du stade - 2008: für die Single Taking Chances - 2016: für die Single Loved Me Back to Life - 2024: für die Single Immortality - 2024: für die Single Imperfections - 2024: für die Single Encore un soir - 2024: für die Single Parler à mon père - 2024: für die Single Alone - 2024: für das Lied On ne change pas - 2024: für die Single S’il suffisait d’aimer - 2024: für die Single Tell Him - Mexiko - 2008: für das Album My Love: Essential Collection - 2015: für die Single My Heart Will Go On - Neuseeland - 2007: für das Album Taking Chances - 2020: für das Album The Best So Far... 2018 Tour Edition - 2022: für die Single I’m Alive - 2023: für die Single The Prayer - 2023: für die Single Ashes - 2024: für die Single That’s the Way It Is - 2024: für die Single Beauty and the Beast - 2024: für die Single Immortality - Niederlande - 1995: für die Single Think Twice - 1997: für das Album Live à Paris - 1998: für das Album These Are Special Times - 1998: für das Album S’il Suffisait D’aimer - 2000: für das Album The Collector’s Series Vol. 1 - 2007: für das Album Taking Chances - Norwegen - 1997: für die Single Tell Him - 2002: für die Single A New Day Has Come - 2003: für das Album One Heart - Österreich - 1996: für das Album The Colour of My Love - 1998: für das Album S’il suffisait d’aimer - 1998: für die Single My Heart Will Go On - 2003: für das Album One Heart - 2007: für das Album Taking Chances - Polen - 1999: für das Album Live à Paris - 1999: für das Album S’il suffisait d’aimer - 2002: für das Album A New Day Has Come - 2008: für das Album Taking Chances - 2013: für das Album Sans attendre - 2013: für das Album Loved Me Back to Life - 2020: für das Album The Essential - 2021: für die Single Ashes - Portugal - 2008: für das Videoalbum Live in Las Vegas – A New Day - Russland - 2007: für das Album D’elles - 2007: für das Album Taking Chances - Schweden - 1998: für die Single Immortality - 2003: für das Album One Heart - 2007: für das Album Taking Chances - 2008: für das Album Let’s Talk About Love / Falling into You / A New Day Has Come - Schweiz - 1997: für die Single Tell Him - 2001: für das Album The Collector’s Series Vol. 1 - 2005: für das Album On ne change pas - 2006: für das Album Miracle - 2007: für das Album D’elles - 2012: für das Album Sans attendre - 2013: für das Album Loved Me Back to Life - 2017: für die Single Encore un soir - Singapur - 2019: für das Album All the Way… A Decade of Song - Südafrika - 2013: für das Album Loved Me Back to Life - Spanien - 2003: für das Album One Heart - 2008: für das Album Taking Chances - 2025: für die Single Because You Loved Me - Türkei - 1996: für das Album Falling into You - 1996: für das Album The Colour of My Love - Ungarn - 2000: für das Album Falling into You - 2001: für das Album All the Way… A Decade of Song - 2002: für das Album The Collector’s Series Vol. 1 - 2002: für das Album A New Day Has Come - 2008: für das Album Taking Chances - 2008: für das Album My Love: Essential Collection - 2014: für das Album Loved Me Back to Life - Uruguay - 1999: für das Album Let’s Talk About Love - Vereinigte Staaten - 1991: für die Single Beauty and the Beast - 1997: für die Single All By Myself - 2001: für das Album The Collector’s Series Vol. 1 - 2003: für die Videosingle A New Day Has Come - 2010: für das Videoalbum Through the Eyes of the World - Vereinigtes Königreich - 1998: für das Album D’eux - 1998: für das Album S’il suffisait d’aimer - 1998: für die Single Tell Him - 2003: für das Album One Heart - 2004: für das Album Miracle - 2013: für das Videoalbum Live in Memphis 1997 - 2013: für das Album Unison - 2013: für das Album Céline Dion - 2020: für das Album Taking Chances World Tour: The Concert - 2022: für die Single The Power Of Love - 2023: für die Single All By Myself - 2025: für die Single Immortality - 2025: für die Single That’s the Way It Is | - Frankreich - 2000: für das Album D’amour ou d’amitié (Les Premières Chansons Vol. 1) - Argentinien - 1996: für das Album Falling Into You - 1999: für das Album All the Way… A Decade of Song - Australien - 1994: für die Single The Power of Love - 1995: für die Single Think Twice - 1998: für das Album These Are Special Times - 2003: für das Album One Heart - 2008: für das Album Taking Chances - 2021: für das Album Céline Dion - 2021: für das Album My Love: Essential Collection - 2021: für die Single Tell Him - Belgien - 1995: für die Single Pour que tu m’aimes encore - 1997: für die Single Tell Him - 1997: für das Album Live à Paris - 1999: für das Album These Are Special Times - 2001: für die Single Sous le vent - 2002: für die Single I’m Alive - 2003: für das Album Au coeur du stade - 2003: für das Album 1 fille & 4 types - 2006: für das Album On ne change pas - 2009: für das Album My Love: Essential Collection - 2012: für das Album Sans attendre - 2016: für das Album Encore un soir - Brasilien - 2000: für das Album All the Way… A Decade of Song - 2008: für das Videoalbum Live in Las Vegas – A New Day - Dänemark - 2003: für das Album One Heart - 2008: für das Album Taking Chances - 2020: für die Single My Heart Will Go On - Deutschland - 1998: für die Single Immortality - Europa - 1998: für das Album These Are Special Times - 2003: für das Album One Heart - 2004: für das Album À l’Olympia - Finnland - 1998: für das Album Falling into You - 1999: für das Album All the Way… A Decade of Song - 2007: für das Album The Colour of My Love - Frankreich - 1995: für die Single Pour que tu m’aimes encore - 1996: für das Album À l’Olympia - 1996: für das Videoalbum The Colour of My Love Concert - 1998: für das Album The Colour of My Love - 2003: für das Album One Heart - 2007: für das Album D’elles - 2022: für das Album Courage - Japan - 1996: für die Single Beauty and the Beast - 1997: für die Single Be the Men - 2013: für die Single My Heart Will Go On (Love Theme From Titanic) (Mobile Downloads) - Kanada - 1983: für das Album Tellement J’ai D'amour - 1994: für das Album À l’Olympia - 1999: für das Videoalbum Live In Memphis - 2021: für das Album Courage - 2024: für die Single I Drove All Night - 2024: für die Single A New Day Has Come - 2024: für das Lied Oh Holy Night - 2024: für die Single All By Myself - 2024: für die Single Pour que tu m’aimes encore - 2024: für die Single Ashes - 2024: für das Album 1 fille & 4 types - 2024: für das Album Miracle - Mexiko - 1999: für das Album These Are Special Times - 1999: für das Album The Colour of My Love - 2003: für das Album One Heart - Neuseeland - 1992: für das Album Céline Dion - 1996: für die Single Because You Loved Me - 1996: für das Album D’eux - 2000: für das Album The Collector’s Series Vol. 1 - 2003: für das Album One Heart - 2008: für das Videoalbum Live in Las Vegas – A New Day - 2019: für die Single My Heart Will Go On - 2020: für das Album My Love: Essential Collection - 2022: für die Single It’s All Coming Back to Me Now - 2024: für die Single The Power of Love - Niederlande - 1995: für das Album D’eux - 1997: für die Single Tell Him - 2002: für das Album A New Day Has Come - 2010: für das Album My Love: Essential Collection - Norwegen - 2002: für das Album A New Day Has Come - Österreich - 1998: für das Album These Are Special Times - 1999: für das Album All the Way… A Decade of Song - 2003: für das Album A New Day Has Come - Polen - 1997: für das Album D’eux - 1997: für das Album Falling into You - 2003: für das Album All the Way… A Decade of Song - Schweden - 1995: für das Album The Colour of My Love - 1998: für das Album These Are Special Times - 2000: für die Single That’s the Way It Is - 2002: für das Album A New Day Has Come - Schweiz - 1995: für das Album The Colour of My Love - 1996: für das Album Live à Paris - 1999: für das Album Au coeur du stade - 2002: für die Single Sous le vent - 2003: für das Album 1 fille & 4 types - 2003: für das Album One Heart - 2008: für das Album Taking Chances - 2017: für das Album Encore un soir - Spanien - 1994: für das Album The Colour of My Love - 2002: für das Album A New Day Has Come - Vereinigte Staaten - 1994: für die Single The Power of Love - 1997: für das Album Unison - 1998: für die Single I’m Your Angel - 2002: für das Videoalbum All the Way… A Decade of Song & Video - 2002: für das Videoalbum The Colour of My Love Concert - 2005: für das Album Miracle - 2008: für das Album Taking Chances - 2010: für das Videoalbum Taking Chances World Tour: The Concert - Vereinigtes Königreich - 1995: für die Single Think Twice - 2002: für das Album A New Day Has Come - 2008: für das Album Taking Chances - 2013: für das Videoalbum The Colour of My Love Concert - 2013: für das Videoalbum Live in Las Vegas – A New Day - 2013: für das Videoalbum All the Way… A Decade of Song & Video - 2014: für das Album Loved Me Back to Life - 2015: für das Album These Are Special Times - 2018: für die Single Because You Loved Me - 2024: für die Single I’m Alive - Deutschland - 2002: für das Album A New Day Has Come - Argentinien - 1997: für das Album Let’s Talk About Love - 2003: für das Videoalbum Live in Las Vegas – A New Day - Australien - 1996: für die Single Because You Loved Me - 1999: für die Single My Heart Will Go On - 2002: für das Album A New Day Has Come - Belgien - 1996: für das Album The Colour of My Love - 1999: für das Album S’il suffisait d’aimer - 2002: für das Album A New Day Has Come - Dänemark - 2002: für das Album A New Day Has Come - Europa - 1995: für die Single Think Twice - 1999: für das Album S’il Suffisait D’aimer - 2004: für das Album Live à Paris - Finnland - 1998: für das Album Let’s Talk About Love - Frankreich - 1998: für das Album Live à Paris - 1999: für das Album Dion chante Plamondon – Des mots qui sonnent - 2000: für das Album All the Way… A Decade of Song - 2003: für das Album Au cœur du stade - 2003: für das Album 1 fille & 4 types - 2013: für das Album Loved Me Back to Life - Hongkong - 1997: für das Album Let’s Talk About Love - Irland - 2007: für das Album Taking Chances - 2008: für das Album My Love: Essential Collection - Japan - 1998: für das Album These Are Special Times - 1999: für die Single My Heart Will Go On - Kanada - 1994: für das Album Dion chante Plamondon – Des mots qui sonnent - 1996: für das Album Incognito - 1997: für das Album Live à Paris - 2007: für das Album D’elles - 2016: für das Album Encore un soir - 2024: für die Single I’m Alive - 2024: für die Single The Power Of Love - Mexiko - 1999: für das Album Let’s Talk About Love - 2002: für das Album A New Day Has Come - Neuseeland - 2002: für das Album A New Day Has Come - Niederlande - 1998: für die Single My Heart Will Go On - Norwegen - 1999: für die Single My Heart Will Go On - 1999: für das Album These Are Special Times - 2000: für das Album All the Way… A Decade of Song - Österreich - 1997: für das Album Falling into You - 1998: für das Album Let’s Talk About Love - Polen - 1998: für das Album Let’s Talk About Love - Schweden - 1996: für das Album Falling into You - 2000: für das Album All the Way... A Decade of Song - Schweiz - 1998: für das Album S’il Suffisait D’aimer - 1998: für das Album These Are Special Times - 1998: für die Single My Heart Will Go On - Spanien - 1996: für das Album Falling into You - 1998: für die Single My Heart Will Go On - 1998: für das Album S’il suffisait d’aimer - 1998: für das Album These Are Special Times - 2000: für das Album All the Way… A Decade of Song - Südafrika - 2008: für das Album Taking Chances - Vereinigte Staaten - 1992: für das Album Céline Dion - 2003: für das Album One Heart - 2021: für die Single Because You Loved Me - 2021: für die Single It’s All Coming Back to Me Now - Vereinigtes Königreich - 2024: für die Single It’s All Coming Back to Me Now | - Deutschland - 1998: für das Album Falling into You - Belgien - 1998: für die Single My Heart Will Go On - 2000: für das Album All the Way… A Decade of Song - Dänemark - 2018: für das Album These Are Special Times - Deutschland - 1999: für das Album Let’s Talk About Love - Europa - 2003: für das Album A New Day Has Come - Frankreich - 1999: für das Videoalbum Live à Paris - 2003: für das Album A New Day Has Come - 2006: für das Album On ne change pas - Japan - 1996: für das Album The Colour of My Love - Kanada - 2004: für das Album One Heart - 2006: für das Album On ne change pas - 2012: für das Album Sans Attendre - 2024: für die Single It’s All Coming Back to Me Now - 2024: für die Single Because You Loved Me - Neuseeland - 1999: für das Album These Are Special Times - Niederlande - 1997: für das Album The Colour of My Love - Norwegen - 1995: für das Album The Colour of My Love - 1996: für das Album Falling into You - Schweden - 1999: für das Album Let’s Talk About Love - Schweiz - 1996: für das Album Falling into You - 1999: für das Album All the Way… A Decade of Song - 2002: für das Album A New Day Has Come - Vereinigte Staaten - 2003: für das Album A New Day Has Come - Vereinigtes Königreich - 2019: für die Single My Heart Will Go On - Deutschland - 2000: für das Album All the Way… A Decade of Song - Australien - 2010: für das Videoalbum Live in Las Vegas – A New Day - Belgien - 1997: für das Album Falling Into You - 1998: für das Album Let’s Talk About Love - Deutschland - 1997: für die Single My Heart Will Go On - Europa - 1996: für das Album The Colour of My Love - Japan - 1998: für das Album Falling Into You - Kanada - 1999: für das Album S’il Suffisait D’aimer - 2008: für das Album Taking Chances - 2010: für das Videoalbum Taking Chances World Tour: The Concert - 2014: für das Album Loved Me Back to Life - 2021: für das Album My Love: Essential Collection - 2024: für die Single My Heart Will Go On - Norwegen - 1998: für das Album Let’s Talk About Love - Schweiz - 1998: für das Album D’eux - Vereinigte Staaten - 2022: für die Single My Heart Will Go On - Vereinigtes Königreich - 2013: für das Album All the Way… A Decade of Song - 2022: für das Album My Love: Essential Collection - Australien - 2021: für das Album All the Way… A Decade of Song - Europa - 2004: für das Album All the Way… A Decade of Song - Niederlande - 1998: für das Album Let’s Talk About Love - Schweden - 1998: für die Single My Heart Will Go On - Spanien - 1998: für das Album Let’s Talk About Love - Vereinigtes Königreich - 1995: für das Album The Colour of My Love - Belgien - 1996: für das Album D’eux - Kanada - 1995: für das Album Unison - 2002: für das Album A New Day Has Come - Neuseeland - 1997: für das Album The Colour of My Love - 2000: für das Album All the Way… A Decade of Song - Niederlande - 1997: für das Album Falling into You - Schweiz - 1998: für das Album Let’s Talk About Love - Vereinigte Staaten - 1999: für das Album The Colour of My Love - 2022: für das Album These Are Special Times - Vereinigtes Königreich - 1998: für das Album Let’s Talk About Love - Australien - 2021: für das Album Let’s Talk About Love - Kanada - 1997: für das Album D’eux - Vereinigte Staaten - 2009: für das Album All the Way… A Decade of Song - 2009: für das Videoalbum Live in Las Vegas – A New Day - Vereinigtes Königreich - 1998: für das Album Falling into You - Australien - 2011: für das Videoalbum All the Way… A Decade of Song & Video - Dänemark - 2017: für das Album Falling into You - Europa - 2007: für das Album D’eux - Kanada - 2010: für das Videoalbum Tournée Mondiale Taking Chances: Le Spectacle - Australien - 2021: für das Album The Colour of My Love - Europa - 2007: für das Album Falling into You - Neuseeland - 1999: für das Album Let’s Talk About Love - Europa - 1999: für das Album Let’s Talk About Love - Dänemark - 2019: für das Album Let’s Talk About Love - Vereinigte Staaten - 2022: für das Album Let’s Talk About Love - Neuseeland - 1999: für das Album Falling into You - Vereinigte Staaten - 2021: für das Album Falling into You - - 1997: für das Album Falling into You - Australien - 2011: für das Album Falling into You - Frankreich - 1995: für das Album D’eux - 1998: für die Single My Heart Will Go On - 1998: für das Album Let’s Talk About Love - 1998: für das Album S’il suffisait d’aimer - 1999: für das Videoalbum Au cœur du stade - 2001: für die Single Sous le vent - 2003: für das Album Falling into You - 2008: für das Videoalbum A New Day... Live A Las Vegas - 2012: für das Album Sans attendre - 2016: für das Album Encore un soir - 2017: für die Single Encore un soir - Japan - 1996: für die Single To Love You More - 1998: für das Album Let’s Talk About Love - Kanada - 1994: für das Album The Colour of My Love - 1996: für das Album Falling into You - 1997: für das Album Let’s Talk About Love - 1998: für das Album Céline Dion - 2007: für das Album These Are Special Times - 2007: für das Album All the Way… A Decade of Song - Japan - 2007: für das Album All the Way… A Decade of Song - Kanada - 2010: für das Videoalbum Through The Eyes Of World - Kanada - 2008: für das Videoalbum Live in Las Vegas – A New Day |

## Auszeichnungen nach Alben

### Tellement j’ai d’amour...
| Land/Region | Auszeichnungen für Musikverkäufe (Land/Region, Auszeichnung, Verkäufe) | Verkäufe |
| ----------- | ---------------------------------------------------------------------- | -------- |
| Kanada (MC) | Platin                                                                 | 100.000  |
| Insgesamt   | 1× Platin ·                                                            | 100.000  |

### Les chemins de ma maison
| Land/Region | Auszeichnungen für Musikverkäufe (Land/Region, Auszeichnung, Verkäufe) | Verkäufe |
| ----------- | ---------------------------------------------------------------------- | -------- |
| Kanada (MC) | Gold                                                                   | 50.000   |
| Insgesamt   | 1× Gold ·                                                              | 50.000   |

### Mélanie
| Land/Region | Auszeichnungen für Musikverkäufe (Land/Region, Auszeichnung, Verkäufe) | Verkäufe |
| ----------- | ---------------------------------------------------------------------- | -------- |
| Kanada (MC) | Gold                                                                   | 50.000   |
| Insgesamt   | 1× Gold ·                                                              | 50.000   |

### Incognito
| Land/Region | Auszeichnungen für Musikverkäufe (Land/Region, Auszeichnung, Verkäufe) | Verkäufe |
| ----------- | ---------------------------------------------------------------------- | -------- |
| Kanada (MC) | 2× Platin                                                              | 200.000  |
| Insgesamt   | 2× Platin ·                                                            | 200.000  |

### Unison
| Land/Region                  | Auszeichnungen für Musikverkäufe (Land/Region, Auszeichnung, Verkäufe) | Verkäufe  |
| ---------------------------- | ---------------------------------------------------------------------- | --------- |
| Australien (ARIA)            | Gold                                                                   | 35.000    |
| Frankreich (SNEP)            | Gold                                                                   | 100.000   |
| Kanada (MC)                  | 6× Platin                                                              | 600.000   |
| Vereinigte Staaten (RIAA)    | Platin                                                                 | 1.200.000 |
| Vereinigtes Königreich (BPI) | Gold                                                                   | 100.000   |
| Insgesamt                    | 3× Gold · 7× Platin ·                                                  | 2.035.000 |

### Dion chante Plamondon – Des mots qui sonnent
| Land/Region       | Auszeichnungen für Musikverkäufe (Land/Region, Auszeichnung, Verkäufe) | Verkäufe |
| ----------------- | ---------------------------------------------------------------------- | -------- |
| Belgien (BRMA)    | Gold                                                                   | 25.000   |
| Frankreich (SNEP) | 2× Platin                                                              | 600.000  |
| Kanada (MC)       | 2× Platin                                                              | 200.000  |
| Insgesamt         | 1× Gold · 4× Platin ·                                                  | 825.000  |

### Céline Dion
| Land/Region                  | Auszeichnungen für Musikverkäufe (Land/Region, Auszeichnung, Verkäufe) | Verkäufe  |
| ---------------------------- | ---------------------------------------------------------------------- | --------- |
| Australien (ARIA)            | Platin                                                                 | 70.000    |
| Japan (RIAJ)                 | Gold                                                                   | 100.000   |
| Kanada (MC)                  | Diamant                                                                | 1.000.000 |
| Neuseeland (RMNZ)            | Platin                                                                 | 15.000    |
| Vereinigte Staaten (RIAA)    | 2× Platin                                                              | 2.400.000 |
| Vereinigtes Königreich (BPI) | Gold                                                                   | 100.000   |
| Insgesamt                    | 2× Gold · 4× Platin · 1× Diamant ·                                     | 3.685.000 |

### The Colour of My Love
| Land/Region                  | Auszeichnungen für Musikverkäufe (Land/Region, Auszeichnung, Verkäufe) | Verkäufe    |
| ---------------------------- | ---------------------------------------------------------------------- | ----------- |
| Australien (ARIA)            | 9× Platin                                                              | 630.000     |
| Belgien (BRMA)               | 2× Platin                                                              | (100.000)   |
| Deutschland (BVMI)           | Gold                                                                   | (250.000)   |
| Europa (IFPI)                | 4× Platin                                                              | 4.000.000   |
| Finnland (IFPI)              | Platin                                                                 | (40.289)    |
| Frankreich (SNEP)            | Platin                                                                 | (300.000)   |
| Italien (FIMI)               | Gold                                                                   | (50.000)    |
| Japan (RIAJ)                 | 3× Platin                                                              | 600.000     |
| Kanada (MC)                  | Diamant                                                                | 1.000.000   |
| Mexiko (AMPROFON)            | Platin                                                                 | 150.000     |
| Neuseeland (RMNZ)            | 6× Platin                                                              | 90.000      |
| Niederlande (NVPI)           | 3× Platin                                                              | (300.000)   |
| Norwegen (IFPI)              | 3× Platin                                                              | (150.000)   |
| Österreich (IFPI)            | Gold                                                                   | (25.000)    |
| Schweden (IFPI)              | Platin                                                                 | (100.000)   |
| Schweiz (IFPI)               | Platin                                                                 | (50.000)    |
| Spanien (Promusicae)         | Platin                                                                 | (100.000)   |
| Türkei (Mü-YAP)              | Gold                                                                   | 20.000      |
| Vereinigte Staaten (RIAA)    | 6× Platin                                                              | 6.000.000   |
| Vereinigtes Königreich (BPI) | 5× Platin                                                              | (1.500.000) |
| Insgesamt                    | 4× Gold · 46× Platin · 1× Diamant ·                                    | 12.790.000  |

### Les premières années
| Land/Region       | Auszeichnungen für Musikverkäufe (Land/Region, Auszeichnung, Verkäufe) | Verkäufe |
| ----------------- | ---------------------------------------------------------------------- | -------- |
| Frankreich (SNEP) | Gold                                                                   | 100.000  |
| Insgesamt         | 1× Gold ·                                                              | 100.000  |

### À l’Olympia
| Land/Region       | Auszeichnungen für Musikverkäufe (Land/Region, Auszeichnung, Verkäufe) | Verkäufe  |
| ----------------- | ---------------------------------------------------------------------- | --------- |
| Europa (IFPI)     | Platin                                                                 | 1.000.000 |
| Frankreich (SNEP) | Platin                                                                 | (300.000) |
| Kanada (MC)       | Platin                                                                 | 100.000   |
| Insgesamt         | 3× Platin ·                                                            | 1.100.000 |

### D’amour ou d’amitié (Les Premières Chansons Vol. 1) / Gold Vol. 1
| Land/Region       | Auszeichnungen für Musikverkäufe (Land/Region, Auszeichnung, Verkäufe) | Verkäufe |
| ----------------- | ---------------------------------------------------------------------- | -------- |
| Frankreich (SNEP) | 2× Gold (D’amour ou d’amitié) · + Gold (Gold Vol. 1)                   | 300.000  |
| Insgesamt         | 3× Gold ·                                                              | 300.000  |

### D’eux
| Land/Region                  | Auszeichnungen für Musikverkäufe (Land/Region, Auszeichnung, Verkäufe) | Verkäufe    |
| ---------------------------- | ---------------------------------------------------------------------- | ----------- |
| Belgien (BRMA)               | 6× Platin                                                              | (300.000)   |
| Europa (IFPI)                | 8× Platin                                                              | 8.000.000   |
| Frankreich (SNEP)            | Diamant                                                                | (4.500.000) |
| Kanada (MC)                  | 7× Platin                                                              | 700.000     |
| Neuseeland (RMNZ)            | Platin                                                                 | 15.000      |
| Niederlande (NVPI)           | Platin                                                                 | (100.000)   |
| Polen (ZPAV)                 | Platin                                                                 | (100.000)   |
| Schweiz (IFPI)               | 4× Platin                                                              | (250.000)   |
| Vereinigtes Königreich (BPI) | Gold                                                                   | (100.000)   |
| Insgesamt                    | 1× Gold · 28× Platin · 1× Diamant ·                                    | 8.815.000   |

### Gold Vol. 2
| Land/Region       | Auszeichnungen für Musikverkäufe (Land/Region, Auszeichnung, Verkäufe) | Verkäufe |
| ----------------- | ---------------------------------------------------------------------- | -------- |
| Frankreich (SNEP) | Gold                                                                   | 100.000  |
| Insgesamt         | 1× Gold ·                                                              | 100.000  |

### Falling into You
| Land/Region                  | Auszeichnungen für Musikverkäufe (Land/Region, Auszeichnung, Verkäufe) | Verkäufe    |
| ---------------------------- | ---------------------------------------------------------------------- | ----------- |
| Argentinien (CAPIF)          | Platin                                                                 | 60.000      |
| Australien (ARIA)            | 13× Platin                                                             | 930.000     |
| Belgien (BRMA)               | 4× Platin                                                              | (200.000)   |
| Brasilien (PMB)              | Gold                                                                   | (100.000)   |
| Dänemark (IFPI)              | 8× Platin                                                              | (160.000)   |
| Deutschland (BVMI)           | 5× Gold                                                                | (1.250.000) |
| Europa (IFPI)                | 9× Platin                                                              | 9.000.000   |
| Finnland (IFPI)              | Platin                                                                 | (51.952)    |
| Frankreich (SNEP)            | Diamant                                                                | (1.000.000) |
| Japan (RIAJ)                 | 4× Platin                                                              | 800.000     |
| Kanada (MC)                  | Diamant                                                                | 1.000.000   |
| Neuseeland (RMNZ)            | 12× Platin                                                             | 180.000     |
| Niederlande (NVPI)           | 6× Platin                                                              | (600.000)   |
| Norwegen (IFPI)              | 3× Platin                                                              | (150.000)   |
| Österreich (IFPI)            | 2× Platin                                                              | (100.000)   |
| Polen (ZPAV)                 | Platin                                                                 | (100.000)   |
| Schweden (IFPI)              | 2× Platin                                                              | (200.000)   |
| Schweiz (IFPI)               | 3× Platin                                                              | (150.000)   |
| Spanien (Promusicae)         | 2× Platin                                                              | (200.000)   |
| Taiwan (RIT)                 | 25× Gold                                                               | 633.518     |
| Türkei (Mü-YAP)              | Gold                                                                   | 20.000      |
| Ungarn (MAHASZ)              | Gold                                                                   | (25.000)    |
| Vereinigte Staaten (RIAA)    | 12× Platin                                                             | 12.000.000  |
| Vereinigtes Königreich (BPI) | 7× Platin                                                              | (2.100.000) |
| Insgesamt                    | 5× Gold · 91× Platin · 3× Diamant ·                                    | 24.723.518  |

### Live à Paris
| Land/Region       | Auszeichnungen für Musikverkäufe (Land/Region, Auszeichnung, Verkäufe) | Verkäufe  |
| ----------------- | ---------------------------------------------------------------------- | --------- |
| Belgien (BRMA)    | Platin                                                                 | (50.000)  |
| Europa (IFPI)     | 2× Platin                                                              | 2.000.000 |
| Frankreich (SNEP) | 2× Platin                                                              | (600.000) |
| Kanada (MC)       | 2× Platin                                                              | 200.000   |
| Neuseeland (RMNZ) | Gold                                                                   | 7.500     |
| Polen (ZPAV)      | Gold                                                                   | (50.000)  |
| Schweiz (IFPI)    | Platin                                                                 | (50.000)  |
| Insgesamt         | 2× Gold · 8× Platin ·                                                  | 2.207.500 |

### Let’s Talk About Love
| Land/Region                  | Auszeichnungen für Musikverkäufe (Land/Region, Auszeichnung, Verkäufe) | Verkäufe    |
| ---------------------------- | ---------------------------------------------------------------------- | ----------- |
| Argentinien (CAPIF)          | 2× Platin                                                              | 120.000     |
| Australien (ARIA)            | 7× Platin                                                              | 490.000     |
| Belgien (BRMA)               | 4× Platin                                                              | (200.000)   |
| Dänemark (IFPI)              | 11× Platin                                                             | (220.000)   |
| Deutschland (BVMI)           | 3× Platin                                                              | (1.500.000) |
| Europa (IFPI)                | 10× Platin                                                             | 10.000.000  |
| Finnland (IFPI)              | 2× Platin                                                              | (97.744)    |
| Frankreich (SNEP)            | Diamant                                                                | (1.000.000) |
| Hongkong (IFPI/HKRIA)        | 2× Platin                                                              | 40.000      |
| Japan (RIAJ)                 | Diamant                                                                | 1.000.000   |
| Kanada (MC)                  | Diamant                                                                | 1.489.000   |
| Mexiko (AMPROFON)            | 2× Platin                                                              | 300.000     |
| Neuseeland (RMNZ)            | 9× Platin                                                              | 135.000     |
| Niederlande (NVPI)           | 5× Platin                                                              | (500.000)   |
| Norwegen (IFPI)              | 4× Platin                                                              | (200.000)   |
| Österreich (IFPI)            | 2× Platin                                                              | (100.000)   |
| Polen (ZPAV)                 | 2× Platin                                                              | (100.000)   |
| Schweden (IFPI)              | 3× Platin                                                              | (240.000)   |
| Schweiz (IFPI)               | 6× Platin                                                              | (300.000)   |
| Spanien (Promusicae)         | 5× Platin                                                              | (500.000)   |
| Uruguay (CUD)                | Gold                                                                   | 3.000       |
| Vereinigte Staaten (RIAA)    | 11× Platin                                                             | 11.000.000  |
| Vereinigtes Königreich (BPI) | 6× Platin                                                              | (2.000.000) |
| Insgesamt                    | 1× Gold · 86× Platin · 4× Diamant ·                                    | 24.577.000  |

### S’il suffisait d’aimer
| Land/Region                  | Auszeichnungen für Musikverkäufe (Land/Region, Auszeichnung, Verkäufe) | Verkäufe    |
| ---------------------------- | ---------------------------------------------------------------------- | ----------- |
| Belgien (BRMA)               | 2× Platin                                                              | (100.000)   |
| Europa (IFPI)                | 2× Platin                                                              | 2.000.000   |
| Finnland (IFPI)              | —                                                                      | (18.344)    |
| Frankreich (SNEP)            | Diamant                                                                | (1.000.000) |
| Kanada (MC)                  | 4× Platin                                                              | 400.000     |
| Niederlande (NVPI)           | Gold                                                                   | (50.000)    |
| Österreich (IFPI)            | Gold                                                                   | (25.000)    |
| Polen (ZPAV)                 | Gold                                                                   | (50.000)    |
| Vereinigtes Königreich (BPI) | Gold                                                                   | (100.000)   |
| Insgesamt                    | 4× Gold · 8× Platin · 1× Diamant ·                                     | 2.400.000   |

### These Are Special Times
| Land/Region                  | Auszeichnungen für Musikverkäufe (Land/Region, Auszeichnung, Verkäufe) | Verkäufe    |
| ---------------------------- | ---------------------------------------------------------------------- | ----------- |
| Australien (ARIA)            | Platin                                                                 | 70.000      |
| Belgien (BRMA)               | Platin                                                                 | 50.000      |
| Dänemark (IFPI)              | 3× Platin                                                              | 60.000      |
| Deutschland (BVMI)           | Gold                                                                   | 250.000     |
| Europa (IFPI)                | Platin                                                                 | (1.000.000) |
| Finnland (IFPI)              | Gold                                                                   | 27.326      |
| Italien (FIMI)               | Gold                                                                   | 25.000      |
| Japan (RIAJ)                 | 2× Platin                                                              | 400.000     |
| Kanada (MC)                  | Diamant                                                                | 1.000.000   |
| Mexiko (AMPROFON)            | Platin                                                                 | 150.000     |
| Neuseeland (RMNZ)            | 3× Platin                                                              | 45.000      |
| Niederlande (NVPI)           | Gold                                                                   | 50.000      |
| Norwegen (IFPI)              | 2× Platin                                                              | 100.000     |
| Österreich (IFPI)            | Platin                                                                 | 50.000      |
| Schweden (IFPI)              | Platin                                                                 | 80.000      |
| Schweiz (IFPI)               | 2× Platin                                                              | 100.000     |
| Spanien (Promusicae)         | 2× Platin                                                              | 200.000     |
| Vereinigte Staaten (RIAA)    | 6× Platin                                                              | 6.000.000   |
| Vereinigtes Königreich (BPI) | Platin                                                                 | 300.000     |
| Insgesamt                    | 4× Gold · 27× Platin · 1× Diamant ·                                    | 8.857.326   |

### Au cœur du stade
| Land/Region       | Auszeichnungen für Musikverkäufe (Land/Region, Auszeichnung, Verkäufe) | Verkäufe |
| ----------------- | ---------------------------------------------------------------------- | -------- |
| Belgien (BRMA)    | Platin                                                                 | 50.000   |
| Frankreich (SNEP) | 2× Platin                                                              | 600.000  |
| Kanada (MC)       | Gold                                                                   | 50.000   |
| Schweiz (IFPI)    | Platin                                                                 | 50.000   |
| Insgesamt         | 1× Gold · 4× Platin ·                                                  | 750.000  |

### All the Way… A Decade of Song
| Land/Region                  | Auszeichnungen für Musikverkäufe (Land/Region, Auszeichnung, Verkäufe) | Verkäufe    |
| ---------------------------- | ---------------------------------------------------------------------- | ----------- |
| Argentinien (CAPIF)          | Platin                                                                 | 60.000      |
| Australien (ARIA)            | 5× Platin                                                              | 350.000     |
| Belgien (BRMA)               | 3× Platin                                                              | (150.000)   |
| Brasilien (PMB)              | Platin                                                                 | 250.000     |
| Deutschland (BVMI)           | 7× Gold                                                                | (1.050.000) |
| Europa (IFPI)                | 5× Platin                                                              | 5.000.000   |
| Finnland (IFPI)              | Platin                                                                 | (55.713)    |
| Frankreich (SNEP)            | 2× Platin                                                              | (600.000)   |
| Japan (RIAJ)                 | 2× Diamant                                                             | 2.000.000   |
| Kanada (MC)                  | Diamant                                                                | 1.000.000   |
| Neuseeland (RMNZ)            | 6× Platin                                                              | 90.000      |
| Norwegen (IFPI)              | 2× Platin                                                              | (100.000)   |
| Österreich (IFPI)            | Platin                                                                 | (50.000)    |
| Polen (ZPAV)                 | Platin                                                                 | (70.000)    |
| Schweden (IFPI)              | 2× Platin                                                              | (160.000)   |
| Schweiz (IFPI)               | 3× Platin                                                              | (150.000)   |
| Singapur (RIAS)              | Gold                                                                   | 5.000       |
| Spanien (Promusicae)         | 2× Platin                                                              | (200.000)   |
| Ungarn (MAHASZ)              | Gold                                                                   | (25.000)    |
| Vereinigte Staaten (RIAA)    | 7× Platin                                                              | 8.200.000   |
| Vereinigtes Königreich (BPI) | 4× Platin                                                              | (1.200.000) |
| Insgesamt                    | 3× Gold · 48× Platin · 3× Diamant ·                                    | 16.955.000  |

### The Collector’s Series Vol. 1
| Land/Region                  | Auszeichnungen für Musikverkäufe (Land/Region, Auszeichnung, Verkäufe) | Verkäufe  |
| ---------------------------- | ---------------------------------------------------------------------- | --------- |
| Australien (ARIA)            | Gold                                                                   | 35.000    |
| Deutschland (BVMI)           | Gold                                                                   | 150.000   |
| Finnland (IFPI)              | —                                                                      | 10.238    |
| Frankreich (SNEP)            | Gold                                                                   | 100.000   |
| Japan (RIAJ)                 | Gold                                                                   | 100.000   |
| Neuseeland (RMNZ)            | Platin                                                                 | 15.000    |
| Niederlande (NVPI)           | Gold                                                                   | 40.000    |
| Schweiz (IFPI)               | Gold                                                                   | 25.000    |
| Ungarn (MAHASZ)              | Gold                                                                   | 10.000    |
| Vereinigte Staaten (RIAA)    | Gold                                                                   | 500.000   |
| Vereinigtes Königreich (BPI) | Silber                                                                 | 60.000    |
| Insgesamt                    | 1× Silber · 8× Gold · 1× Platin ·                                      | 1.075.238 |

### A New Day Has Come
| Land/Region                  | Auszeichnungen für Musikverkäufe (Land/Region, Auszeichnung, Verkäufe) | Verkäufe  |
| ---------------------------- | ---------------------------------------------------------------------- | --------- |
| Argentinien (CAPIF)          | Gold                                                                   | 20.000    |
| Australien (ARIA)            | 2× Platin                                                              | 140.000   |
| Belgien (BRMA)               | 2× Platin                                                              | (100.000) |
| Brasilien (PMB)              | Gold                                                                   | 125.000   |
| Dänemark (IFPI)              | 2× Platin                                                              | (100.000) |
| Deutschland (BVMI)           | 3× Gold                                                                | (450.000) |
| Europa (IFPI)                | 3× Platin                                                              | 3.000.000 |
| Finnland (IFPI)              | Platin                                                                 | (32.915)  |
| Frankreich (SNEP)            | 3× Platin                                                              | (900.000) |
| Griechenland (IFPI)          | Gold                                                                   | (15.000)  |
| Japan (RIAJ)                 | Gold                                                                   | 100.000   |
| Kanada (MC)                  | 6× Platin                                                              | 600.000   |
| Mexiko (AMPROFON)            | 2× Platin                                                              | 300.000   |
| Neuseeland (RMNZ)            | 2× Platin                                                              | 30.000    |
| Niederlande (NVPI)           | Platin                                                                 | (80.000)  |
| Norwegen (IFPI)              | Platin                                                                 | (50.000)  |
| Österreich (IFPI)            | Platin                                                                 | (40.000)  |
| Polen (ZPAV)                 | Gold                                                                   | (20.000)  |
| Schweden (IFPI)              | Platin                                                                 | (60.000)  |
| Schweiz (IFPI)               | 3× Platin                                                              | (120.000) |
| Spanien (Promusicae)         | Platin                                                                 | (100.000) |
| Ungarn (MAHASZ)              | Gold                                                                   | (10.000)  |
| Vereinigte Staaten (RIAA)    | 3× Platin                                                              | 3.300.000 |
| Vereinigtes Königreich (BPI) | Platin                                                                 | (300.000) |
| Insgesamt                    | 8× Gold · 38× Platin ·                                                 | 7.615.000 |

### One Heart
| Land/Region                  | Auszeichnungen für Musikverkäufe (Land/Region, Auszeichnung, Verkäufe) | Verkäufe  |
| ---------------------------- | ---------------------------------------------------------------------- | --------- |
| Australien (ARIA)            | Platin                                                                 | 70.000    |
| Belgien (BRMA)               | Gold                                                                   | (25.000)  |
| Dänemark (IFPI)              | Platin                                                                 | (50.000)  |
| Deutschland (BVMI)           | Gold                                                                   | (150.000) |
| Europa (IFPI)                | Platin                                                                 | 1.000.000 |
| Finnland (IFPI)              | Gold                                                                   | (17.299)  |
| Frankreich (SNEP)            | Platin                                                                 | (300.000) |
| Griechenland (IFPI)          | Gold                                                                   | (10.000)  |
| Kanada (MC)                  | 3× Platin                                                              | 300.000   |
| Mexiko (AMPROFON)            | Platin                                                                 | 150.000   |
| Neuseeland (RMNZ)            | Platin                                                                 | 15.000    |
| Norwegen (IFPI)              | Gold                                                                   | (20.000)  |
| Österreich (IFPI)            | Gold                                                                   | (15.000)  |
| Portugal (AFP)               | Silber                                                                 | (10.000)  |
| Schweden (IFPI)              | Gold                                                                   | (30.000)  |
| Schweiz (IFPI)               | Platin                                                                 | (40.000)  |
| Spanien (Promusicae)         | Gold                                                                   | (50.000)  |
| Vereinigte Staaten (RIAA)    | 2× Platin                                                              | 2.000.000 |
| Vereinigtes Königreich (BPI) | Gold                                                                   | (100.000) |
| Insgesamt                    | 1× Silber · 9× Gold · 12× Platin ·                                     | 4.535.000 |

### 1 fille & 4 types
| Land/Region       | Auszeichnungen für Musikverkäufe (Land/Region, Auszeichnung, Verkäufe) | Verkäufe |
| ----------------- | ---------------------------------------------------------------------- | -------- |
| Belgien (BRMA)    | Platin                                                                 | 50.000   |
| Finnland (IFPI)   | Gold                                                                   | 16.918   |
| Frankreich (SNEP) | 2× Platin                                                              | 600.000  |
| Kanada (MC)       | Platin                                                                 | 100.000  |
| Schweiz (IFPI)    | Platin                                                                 | 40.000   |
| Insgesamt         | 1× Gold · 5× Platin ·                                                  | 806.918  |

### A New Day… Live in Las Vegas
| Land/Region                  | Auszeichnungen für Musikverkäufe (Land/Region, Auszeichnung, Verkäufe) | Verkäufe |
| ---------------------------- | ---------------------------------------------------------------------- | -------- |
| Vereinigte Staaten (RIAA)    | Gold                                                                   | 500.000  |
| Vereinigtes Königreich (BPI) | Silber                                                                 | 60.000   |
| Insgesamt                    | 1× Silber · 1× Gold ·                                                  | 560.000  |

### Miracle
| Land/Region                  | Auszeichnungen für Musikverkäufe (Land/Region, Auszeichnung, Verkäufe) | Verkäufe  |
| ---------------------------- | ---------------------------------------------------------------------- | --------- |
| Belgien (BRMA)               | Gold                                                                   | 25.000    |
| Frankreich (SNEP)            | Gold                                                                   | 100.000   |
| Kanada (MC)                  | Platin                                                                 | 80.000    |
| Schweiz (IFPI)               | Gold                                                                   | 20.000    |
| Vereinigte Staaten (RIAA)    | Platin                                                                 | 1.000.000 |
| Vereinigtes Königreich (BPI) | Gold                                                                   | 100.000   |
| Insgesamt                    | 4× Gold · 2× Platin ·                                                  | 1.325.000 |

### On ne change pas
| Land/Region       | Auszeichnungen für Musikverkäufe (Land/Region, Auszeichnung, Verkäufe) | Verkäufe |
| ----------------- | ---------------------------------------------------------------------- | -------- |
| Belgien (BRMA)    | Platin                                                                 | 50.000   |
| Frankreich (SNEP) | 3× Platin                                                              | 600.000  |
| Kanada (MC)       | 3× Platin                                                              | 300.000  |
| Schweiz (IFPI)    | Gold                                                                   | 20.000   |
| Insgesamt         | 1× Gold · 7× Platin ·                                                  | 970.000  |

### D’elles
| Land/Region       | Auszeichnungen für Musikverkäufe (Land/Region, Auszeichnung, Verkäufe) | Verkäufe |
| ----------------- | ---------------------------------------------------------------------- | -------- |
| Belgien (BRMA)    | Gold                                                                   | 10.000   |
| Frankreich (SNEP) | Platin                                                                 | 200.000  |
| Kanada (MC)       | 2× Platin                                                              | 200.000  |
| Russland (NFPF)   | Gold                                                                   | 10.000   |
| Schweiz (IFPI)    | Gold                                                                   | 15.000   |
| Insgesamt         | 3× Gold · 3× Platin ·                                                  | 435.000  |

### Let’s Talk About Love / Falling into You / A New Day Has Come
| Land/Region     | Auszeichnungen für Musikverkäufe (Land/Region, Auszeichnung, Verkäufe) | Verkäufe |
| --------------- | ---------------------------------------------------------------------- | -------- |
| Schweden (IFPI) | Gold                                                                   | 20.000   |
| Insgesamt       | 1× Gold ·                                                              | 20.000   |

### Taking Chances
| Land/Region                  | Auszeichnungen für Musikverkäufe (Land/Region, Auszeichnung, Verkäufe) | Verkäufe  |
| ---------------------------- | ---------------------------------------------------------------------- | --------- |
| Australien (ARIA)            | Platin                                                                 | 70.000    |
| Belgien (BRMA)               | Gold                                                                   | 15.000    |
| Dänemark (IFPI)              | Platin                                                                 | 30.000    |
| Deutschland (BVMI)           | Gold                                                                   | 100.000   |
| Finnland (IFPI)              | —                                                                      | 11.516    |
| Frankreich (SNEP)            | Gold                                                                   | 75.000    |
| Irland (IRMA)                | 2× Platin                                                              | 30.000    |
| Italien (FIMI)               | —                                                                      | 100.000   |
| Japan (RIAJ)                 | Gold                                                                   | 100.000   |
| Kanada (MC)                  | 4× Platin                                                              | 400.000   |
| Neuseeland (RMNZ)            | Gold                                                                   | 7.500     |
| Niederlande (NVPI)           | Gold                                                                   | 35.000    |
| Österreich (IFPI)            | Gold                                                                   | 10.000    |
| Polen (ZPAV)                 | Gold                                                                   | 10.000    |
| Russland (NFPF)              | Gold                                                                   | 10.000    |
| Schweden (IFPI)              | Gold                                                                   | 20.000    |
| Schweiz (IFPI)               | Platin                                                                 | 30.000    |
| Spanien (Promusicae)         | Gold                                                                   | 40.000    |
| Südafrika (RISA)             | 2× Platin                                                              | 80.000    |
| Ungarn (MAHASZ)              | Gold                                                                   | 3.000     |
| Vereinigte Staaten (RIAA)    | Platin                                                                 | 1.100.000 |
| Vereinigtes Königreich (BPI) | Platin                                                                 | 300.000   |
| Insgesamt                    | 12× Gold · 13× Platin ·                                                | 2.587.016 |

### Complete Best
| Land/Region  | Auszeichnungen für Musikverkäufe (Land/Region, Auszeichnung, Verkäufe) | Verkäufe |
| ------------ | ---------------------------------------------------------------------- | -------- |
| Japan (RIAJ) | Gold                                                                   | 100.000  |
| Insgesamt    | 1× Gold ·                                                              | 100.000  |

### My Love: Essential Collection
| Land/Region                  | Auszeichnungen für Musikverkäufe (Land/Region, Auszeichnung, Verkäufe) | Verkäufe  |
| ---------------------------- | ---------------------------------------------------------------------- | --------- |
| Australien (ARIA)            | Platin                                                                 | 70.000    |
| Belgien (BRMA)               | Platin                                                                 | 30.000    |
| Deutschland (BVMI)           | Gold                                                                   | 100.000   |
| Finnland (IFPI)              | Gold                                                                   | 16.027    |
| Irland (IRMA)                | 2× Platin                                                              | 30.000    |
| Kanada (MC)                  | 4× Platin                                                              | 320.000   |
| Mexiko (AMPROFON)            | Gold                                                                   | 40.000    |
| Neuseeland (RMNZ)            | Platin                                                                 | 15.000    |
| Niederlande (NVPI)           | Platin                                                                 | 60.000    |
| Ungarn (MAHASZ)              | Gold                                                                   | 3.000     |
| Vereinigtes Königreich (BPI) | 4× Platin                                                              | 1.200.000 |
| Insgesamt                    | 4× Gold · 14× Platin ·                                                 | 1.884.027 |

### Taking Chances World Tour: The Concert
| Land/Region                  | Auszeichnungen für Musikverkäufe (Land/Region, Auszeichnung, Verkäufe) | Verkäufe |
| ---------------------------- | ---------------------------------------------------------------------- | -------- |
| Vereinigtes Königreich (BPI) | Gold                                                                   | 100.000  |
| Insgesamt                    | 1× Gold ·                                                              | 100.000  |

### The Essential
| Land/Region                  | Auszeichnungen für Musikverkäufe (Land/Region, Auszeichnung, Verkäufe) | Verkäufe |
| ---------------------------- | ---------------------------------------------------------------------- | -------- |
| Australien (ARIA)            | Gold                                                                   | 35.000   |
| Polen (ZPAV)                 | Gold                                                                   | 10.000   |
| Vereinigtes Königreich (BPI) | Silber                                                                 | 60.000   |
| Insgesamt                    | 1× Silber · 2× Gold ·                                                  | 105.000  |

### Sans attendre
| Land/Region       | Auszeichnungen für Musikverkäufe (Land/Region, Auszeichnung, Verkäufe) | Verkäufe |
| ----------------- | ---------------------------------------------------------------------- | -------- |
| Belgien (BRMA)    | Platin                                                                 | 30.000   |
| Frankreich (SNEP) | Diamant                                                                | 500.000  |
| Kanada (MC)       | 3× Platin                                                              | 240.000  |
| Polen (ZPAV)      | Gold                                                                   | 10.000   |
| Schweiz (IFPI)    | Gold                                                                   | 15.000   |
| Insgesamt         | 2× Gold · 4× Platin · 1× Diamant ·                                     | 795.000  |

### Loved Me Back to Life
| Land/Region                  | Auszeichnungen für Musikverkäufe (Land/Region, Auszeichnung, Verkäufe) | Verkäufe |
| ---------------------------- | ---------------------------------------------------------------------- | -------- |
| Belgien (BRMA)               | Gold                                                                   | 15.000   |
| Frankreich (SNEP)            | 2× Platin                                                              | 200.000  |
| Kanada (MC)                  | 4× Platin                                                              | 320.000  |
| Polen (ZPAV)                 | Gold                                                                   | 10.000   |
| Schweiz (IFPI)               | Gold                                                                   | 15.000   |
| Südafrika (RISA)             | Gold                                                                   | 20.000   |
| Ungarn (MAHASZ)              | Gold                                                                   | 3.000    |
| Vereinigtes Königreich (BPI) | Platin                                                                 | 300.000  |
| Insgesamt                    | 5× Gold · 7× Platin ·                                                  | 873.000  |

### Céline une seule fois / Live 2013
| Land/Region       | Auszeichnungen für Musikverkäufe (Land/Region, Auszeichnung, Verkäufe) | Verkäufe |
| ----------------- | ---------------------------------------------------------------------- | -------- |
| Frankreich (SNEP) | Gold                                                                   | 50.000   |
| Insgesamt         | 1× Gold ·                                                              | 50.000   |

### Encore un soir
| Land/Region       | Auszeichnungen für Musikverkäufe (Land/Region, Auszeichnung, Verkäufe) | Verkäufe |
| ----------------- | ---------------------------------------------------------------------- | -------- |
| Belgien (BRMA)    | Platin                                                                 | 30.000   |
| Frankreich (SNEP) | Diamant                                                                | 500.000  |
| Kanada (MC)       | 2× Platin                                                              | 160.000  |
| Schweiz (IFPI)    | Platin                                                                 | 20.000   |
| Insgesamt         | 4× Platin · 1× Diamant ·                                               | 710.000  |

### Un peu de nous
| Land/Region       | Auszeichnungen für Musikverkäufe (Land/Region, Auszeichnung, Verkäufe) | Verkäufe |
| ----------------- | ---------------------------------------------------------------------- | -------- |
| Frankreich (SNEP) | Gold                                                                   | 50.000   |
| Insgesamt         | 1× Gold ·                                                              | 50.000   |

### The Best So Far... 2018 Tour Edition
| Land/Region       | Auszeichnungen für Musikverkäufe (Land/Region, Auszeichnung, Verkäufe) | Verkäufe |
| ----------------- | ---------------------------------------------------------------------- | -------- |
| Neuseeland (RMNZ) | Gold                                                                   | 7.500    |
| Insgesamt         | 1× Gold ·                                                              | 7.500    |

### Courage
| Land/Region                  | Auszeichnungen für Musikverkäufe (Land/Region, Auszeichnung, Verkäufe) | Verkäufe |
| ---------------------------- | ---------------------------------------------------------------------- | -------- |
| Frankreich (SNEP)            | Platin                                                                 | 100.000  |
| Kanada (MC)                  | Platin                                                                 | 93.000   |
| Vereinigtes Königreich (BPI) | Silber                                                                 | 60.000   |
| Insgesamt                    | 1× Silber · 2× Platin ·                                                | 253.000  |

## Auszeichnungen nach Singles

### D’amour ou d’amitié
| Land/Region       | Auszeichnungen für Musikverkäufe (Land/Region, Auszeichnung, Verkäufe) | Verkäufe |
| ----------------- | ---------------------------------------------------------------------- | -------- |
| Frankreich (SNEP) | Gold                                                                   | 500.000  |
| Kanada (MC)       | Gold                                                                   | 50.000   |
| Insgesamt         | 3× Gold ·                                                              | 550.000  |

### Une colombe
| Land/Region | Auszeichnungen für Musikverkäufe (Land/Region, Auszeichnung, Verkäufe) | Verkäufe |
| ----------- | ---------------------------------------------------------------------- | -------- |
| Kanada (MC) | Gold                                                                   | 50.000   |
| Insgesamt   | 1× Gold ·                                                              | 50.000   |

### Beauty and the Beast
| Land/Region                  | Auszeichnungen für Musikverkäufe (Land/Region, Auszeichnung, Verkäufe) | Verkäufe |
| ---------------------------- | ---------------------------------------------------------------------- | -------- |
| Japan (RIAJ)                 | Platin                                                                 | 100.000  |
| Neuseeland (RMNZ)            | Gold                                                                   | 15.000   |
| Vereinigte Staaten (RIAA)    | Gold                                                                   | 500.000  |
| Vereinigtes Königreich (BPI) | Silber                                                                 | 200.000  |
| Insgesamt                    | 1× Silber · 2× Gold · 1× Platin ·                                      | 815.000  |

### Ziggy (Un garçon pas comme les autres)
| Land/Region       | Auszeichnungen für Musikverkäufe (Land/Region, Auszeichnung, Verkäufe) | Verkäufe |
| ----------------- | ---------------------------------------------------------------------- | -------- |
| Frankreich (SNEP) | Gold                                                                   | 250.000  |
| Insgesamt         | 1× Gold ·                                                              | 250.000  |

### The Power of Love
| Land/Region                  | Auszeichnungen für Musikverkäufe (Land/Region, Auszeichnung, Verkäufe) | Verkäufe  |
| ---------------------------- | ---------------------------------------------------------------------- | --------- |
| Australien (ARIA)            | Platin                                                                 | 70.000    |
| Dänemark (IFPI)              | Gold                                                                   | 45.000    |
| Frankreich (SNEP)            | Silber                                                                 | 200.000   |
| Kanada (MC)                  | 2× Platin                                                              | 160.000   |
| Neuseeland (RMNZ)            | Platin                                                                 | 30.000    |
| Vereinigte Staaten (RIAA)    | Platin                                                                 | 1.000.000 |
| Vereinigtes Königreich (BPI) | Gold                                                                   | 400.000   |
| Insgesamt                    | 1× Silber · 2× Gold · 5× Platin ·                                      | 1.905.000 |

### Think Twice
| Land/Region                  | Auszeichnungen für Musikverkäufe (Land/Region, Auszeichnung, Verkäufe) | Verkäufe    |
| ---------------------------- | ---------------------------------------------------------------------- | ----------- |
| Australien (ARIA)            | Platin                                                                 | 70.000      |
| Belgien (BRMA)               | Gold                                                                   | (25.000)    |
| Dänemark (IFPI)              | Gold                                                                   | (45.000)    |
| Europa (IFPI)                | 2× Platin                                                              | 2.000.000   |
| Niederlande (NVPI)           | Gold                                                                   | (50.000)    |
| Vereinigtes Königreich (BPI) | Platin                                                                 | (1.390.000) |
| Insgesamt                    | 3× Gold · 4× Platin ·                                                  | 2.070.000   |

### Pour que tu m’aimes encore
| Land/Region                  | Auszeichnungen für Musikverkäufe (Land/Region, Auszeichnung, Verkäufe) | Verkäufe |
| ---------------------------- | ---------------------------------------------------------------------- | -------- |
| Belgien (BRMA)               | Platin                                                                 | 50.000   |
| Frankreich (SNEP)            | Platin                                                                 | 500.000  |
| Kanada (MC)                  | Platin                                                                 | 80.000   |
| Vereinigtes Königreich (BPI) | Silber                                                                 | 200.000  |
| Insgesamt                    | 1× Silber · 3× Platin ·                                                | 830.000  |

### Je sais pas
| Land/Region       | Auszeichnungen für Musikverkäufe (Land/Region, Auszeichnung, Verkäufe) | Verkäufe |
| ----------------- | ---------------------------------------------------------------------- | -------- |
| Belgien (BRMA)    | Gold                                                                   | 25.000   |
| Frankreich (SNEP) | Silber                                                                 | 125.000  |
| Insgesamt         | 1× Silber · 1× Gold ·                                                  | 150.000  |

### To Love You More
| Land/Region  | Auszeichnungen für Musikverkäufe (Land/Region, Auszeichnung, Verkäufe) | Verkäufe  |
| ------------ | ---------------------------------------------------------------------- | --------- |
| Japan (RIAJ) | Diamant · + Gold (Mobile Downloads)                                    | 1.100.000 |
| Insgesamt    | 1× Gold · 1× Diamant ·                                                 | 1.100.000 |

### Falling into You
| Land/Region                  | Auszeichnungen für Musikverkäufe (Land/Region, Auszeichnung, Verkäufe) | Verkäufe |
| ---------------------------- | ---------------------------------------------------------------------- | -------- |
| Vereinigtes Königreich (BPI) | Silber                                                                 | 200.000  |
| Insgesamt                    | 1× Silber ·                                                            | 200.000  |

### Because You Loved Me
| Land/Region                  | Auszeichnungen für Musikverkäufe (Land/Region, Auszeichnung, Verkäufe) | Verkäufe  |
| ---------------------------- | ---------------------------------------------------------------------- | --------- |
| Australien (ARIA)            | 2× Platin                                                              | 140.000   |
| Dänemark (IFPI)              | Gold                                                                   | 45.000    |
| Deutschland (BVMI)           | Gold                                                                   | 250.000   |
| Kanada (MC)                  | 3× Platin                                                              | 240.000   |
| Neuseeland (RMNZ)            | Platin                                                                 | 10.000    |
| Spanien (Promusicae)         | Gold                                                                   | 30.000    |
| Vereinigte Staaten (RIAA)    | 2× Platin                                                              | 2.000.000 |
| Vereinigtes Königreich (BPI) | Platin                                                                 | 600.000   |
| Insgesamt                    | 3× Gold · 9× Platin ·                                                  | 3.315.000 |

### It’s All Coming Back to Me Now
| Land/Region                  | Auszeichnungen für Musikverkäufe (Land/Region, Auszeichnung, Verkäufe) | Verkäufe  |
| ---------------------------- | ---------------------------------------------------------------------- | --------- |
| Australien (ARIA)            | Gold                                                                   | 35.000    |
| Belgien (BRMA)               | Gold                                                                   | 25.000    |
| Kanada (MC)                  | 3× Platin                                                              | 240.000   |
| Neuseeland (RMNZ)            | Platin                                                                 | 30.000    |
| Vereinigte Staaten (RIAA)    | 2× Platin                                                              | 2.000.000 |
| Vereinigtes Königreich (BPI) | 2× Platin                                                              | 1.200.000 |
| Insgesamt                    | 2× Gold · 8× Platin ·                                                  | 3.530.000 |

### The Power of the Dream
| Land/Region  | Auszeichnungen für Musikverkäufe (Land/Region, Auszeichnung, Verkäufe) | Verkäufe |
| ------------ | ---------------------------------------------------------------------- | -------- |
| Japan (RIAJ) | Gold                                                                   | 50.000   |
| Insgesamt    | 1× Gold ·                                                              | 50.000   |

### All by Myself
| Land/Region                  | Auszeichnungen für Musikverkäufe (Land/Region, Auszeichnung, Verkäufe) | Verkäufe  |
| ---------------------------- | ---------------------------------------------------------------------- | --------- |
| Frankreich (SNEP)            | Silber                                                                 | 125.000   |
| Kanada (MC)                  | Platin                                                                 | 80.000    |
| Vereinigte Staaten (RIAA)    | Gold                                                                   | 500.000   |
| Vereinigtes Königreich (BPI) | Gold                                                                   | 400.000   |
| Insgesamt                    | 1× Silber · 2× Gold · 1× Platin ·                                      | 1.105.000 |

### Tell Him
| Land/Region                  | Auszeichnungen für Musikverkäufe (Land/Region, Auszeichnung, Verkäufe) | Verkäufe |
| ---------------------------- | ---------------------------------------------------------------------- | -------- |
| Australien (ARIA)            | Platin                                                                 | 70.000   |
| Belgien (BRMA)               | Platin                                                                 | 50.000   |
| Frankreich (SNEP)            | Gold                                                                   | 250.000  |
| Kanada (MC)                  | Gold                                                                   | 40.000   |
| Niederlande (NVPI)           | Platin                                                                 | 75.000   |
| Norwegen (IFPI)              | Gold                                                                   | 10.000   |
| Schweiz (IFPI)               | Gold                                                                   | 25.000   |
| Vereinigtes Königreich (BPI) | Gold                                                                   | 400.000  |
| Insgesamt                    | 5× Gold · 3× Platin ·                                                  | 920.000  |

### Be the Men
| Land/Region  | Auszeichnungen für Musikverkäufe (Land/Region, Auszeichnung, Verkäufe) | Verkäufe |
| ------------ | ---------------------------------------------------------------------- | -------- |
| Japan (RIAJ) | Platin                                                                 | 250.000  |
| Insgesamt    | 1× Platin ·                                                            | 250.000  |

### My Heart Will Go On
| Land/Region                  | Auszeichnungen für Musikverkäufe (Land/Region, Auszeichnung, Verkäufe) | Verkäufe   |
| ---------------------------- | ---------------------------------------------------------------------- | ---------- |
| Australien (ARIA)            | 2× Platin                                                              | 140.000    |
| Belgien (BRMA)               | 3× Platin                                                              | 150.000    |
| Dänemark (IFPI)              | Platin                                                                 | 90.000     |
| Deutschland (BVMI)           | 4× Platin                                                              | 2.000.000  |
| Frankreich (SNEP)            | Diamant                                                                | 750.000    |
| Italien (FIMI)               | Gold                                                                   | 25.000     |
| Japan (RIAJ)                 | 2× Platin · + Gold (Dance-Mix) · + Platin (Mobile Downloads)           | 500.000    |
| Kanada (MC)                  | 4× Platin                                                              | 320.000    |
| Mexiko (AMPROFON)            | Gold                                                                   | 30.000     |
| Neuseeland (RMNZ)            | Platin                                                                 | 30.000     |
| Niederlande (NVPI)           | 2× Platin                                                              | 150.000    |
| Norwegen (IFPI)              | 2× Platin                                                              | 40.000     |
| Österreich (IFPI)            | Gold                                                                   | 25.000     |
| Schweden (IFPI)              | 5× Platin                                                              | 150.000    |
| Schweiz (IFPI)               | 2× Platin                                                              | 100.000    |
| Spanien (Promusicae)         | 2× Platin                                                              | 100.000    |
| Vereinigte Staaten (RIAA)    | 4× Platin                                                              | 4.000.000  |
| Vereinigtes Königreich (BPI) | 3× Platin                                                              | 2.100.000  |
| Insgesamt                    | 4× Gold · 38× Platin · 1× Diamant ·                                    | 10.710.000 |

### Immortality
| Land/Region                  | Auszeichnungen für Musikverkäufe (Land/Region, Auszeichnung, Verkäufe) | Verkäufe  |
| ---------------------------- | ---------------------------------------------------------------------- | --------- |
| Deutschland (BVMI)           | Platin                                                                 | 500.000   |
| Frankreich (SNEP)            | Silber                                                                 | 125.000   |
| Kanada (MC)                  | Gold                                                                   | 40.000    |
| Neuseeland (RMNZ)            | Gold                                                                   | 15.000    |
| Schweden (IFPI)              | Gold                                                                   | 15.000    |
| Vereinigtes Königreich (BPI) | Gold                                                                   | 400.000   |
| Insgesamt                    | 1× Silber · 4× Gold · 1× Platin ·                                      | 1.095.000 |

### Zora sourit
| Land/Region       | Auszeichnungen für Musikverkäufe (Land/Region, Auszeichnung, Verkäufe) | Verkäufe |
| ----------------- | ---------------------------------------------------------------------- | -------- |
| Belgien (BRMA)    | Gold                                                                   | 25.000   |
| Frankreich (SNEP) | Silber                                                                 | 125.000  |
| Insgesamt         | 1× Silber · 2× Gold ·                                                  | 150.000  |

### I’m Your Angel
| Land/Region                  | Auszeichnungen für Musikverkäufe (Land/Region, Auszeichnung, Verkäufe) | Verkäufe  |
| ---------------------------- | ---------------------------------------------------------------------- | --------- |
| Australien (ARIA)            | Gold                                                                   | 35.000    |
| Vereinigte Staaten (RIAA)    | Platin                                                                 | 1.000.000 |
| Vereinigtes Königreich (BPI) | Silber                                                                 | 200.000   |
| Insgesamt                    | 1× Silber · 1× Gold · 1× Platin ·                                      | 1.235.000 |

### S’il suffisait d’aimer
| Land/Region       | Auszeichnungen für Musikverkäufe (Land/Region, Auszeichnung, Verkäufe) | Verkäufe |
| ----------------- | ---------------------------------------------------------------------- | -------- |
| Belgien (BRMA)    | Gold                                                                   | 25.000   |
| Frankreich (SNEP) | Gold                                                                   | 250.000  |
| Kanada (MC)       | Gold                                                                   | 40.000   |
| Insgesamt         | 4× Gold ·                                                              | 315.000  |

### That’s the Way It Is
| Land/Region                  | Auszeichnungen für Musikverkäufe (Land/Region, Auszeichnung, Verkäufe) | Verkäufe |
| ---------------------------- | ---------------------------------------------------------------------- | -------- |
| Australien (ARIA)            | Gold                                                                   | 35.000   |
| Belgien (BRMA)               | Gold                                                                   | 25.000   |
| Deutschland (BVMI)           | Gold                                                                   | 250.000  |
| Frankreich (SNEP)            | Silber                                                                 | 125.000  |
| Neuseeland (RMNZ)            | Gold                                                                   | 15.000   |
| Schweden (IFPI)              | Platin                                                                 | 30.000   |
| Vereinigtes Königreich (BPI) | Gold                                                                   | 400.000  |
| Insgesamt                    | 1× Silber · 3× Gold · 1× Platin ·                                      | 880.000  |

### Sous le vent
| Land/Region       | Auszeichnungen für Musikverkäufe (Land/Region, Auszeichnung, Verkäufe) | Verkäufe |
| ----------------- | ---------------------------------------------------------------------- | -------- |
| Belgien (BRMA)    | Platin                                                                 | 50.000   |
| Frankreich (SNEP) | Diamant                                                                | 750.000  |
| Schweiz (IFPI)    | Platin                                                                 | 40.000   |
| Insgesamt         | 2× Platin · 1× Diamant ·                                               | 840.000  |

### A New Day Has Come
| Land/Region                  | Auszeichnungen für Musikverkäufe (Land/Region, Auszeichnung, Verkäufe) | Verkäufe |
| ---------------------------- | ---------------------------------------------------------------------- | -------- |
| Australien (ARIA)            | Gold                                                                   | 35.000   |
| Kanada (MC)                  | Platin                                                                 | 80.000   |
| Norwegen (IFPI)              | Gold                                                                   | 10.000   |
| Vereinigte Staaten (RIAA)    | Gold (Videosingle)                                                     | 25.000   |
| Vereinigtes Königreich (BPI) | Silber                                                                 | 200.000  |
| Insgesamt                    | 1× Silber · 3× Gold · 1× Platin ·                                      | 350.000  |

### I’m Alive
| Land/Region                  | Auszeichnungen für Musikverkäufe (Land/Region, Auszeichnung, Verkäufe) | Verkäufe  |
| ---------------------------- | ---------------------------------------------------------------------- | --------- |
| Belgien (BRMA)               | Platin                                                                 | 50.000    |
| Dänemark (IFPI)              | Gold                                                                   | 45.000    |
| Deutschland (BVMI)           | Gold                                                                   | 250.000   |
| Frankreich (SNEP)            | Gold                                                                   | 250.000   |
| Kanada (MC)                  | 2× Platin                                                              | 160.000   |
| Neuseeland (RMNZ)            | Gold                                                                   | 15.000    |
| Vereinigtes Königreich (BPI) | Platin                                                                 | 600.000   |
| Insgesamt                    | 4× Gold · 4× Platin ·                                                  | 1.360.000 |

### I Drove All Night
| Land/Region                  | Auszeichnungen für Musikverkäufe (Land/Region, Auszeichnung, Verkäufe) | Verkäufe |
| ---------------------------- | ---------------------------------------------------------------------- | -------- |
| Australien (ARIA)            | Gold                                                                   | 35.000   |
| Belgien (BRMA)               | Gold                                                                   | 25.000   |
| Kanada (MC)                  | Platin                                                                 | 80.000   |
| Vereinigtes Königreich (BPI) | Silber                                                                 | 200.000  |
| Insgesamt                    | 1× Silber · 2× Gold · 1× Platin ·                                      | 340.000  |

### Tout l’or des hommes
| Land/Region       | Auszeichnungen für Musikverkäufe (Land/Region, Auszeichnung, Verkäufe) | Verkäufe |
| ----------------- | ---------------------------------------------------------------------- | -------- |
| Frankreich (SNEP) | Silber                                                                 | 125.000  |
| Insgesamt         | 1× Silber ·                                                            | 125.000  |

### Je ne vous oublie pas
| Land/Region       | Auszeichnungen für Musikverkäufe (Land/Region, Auszeichnung, Verkäufe) | Verkäufe |
| ----------------- | ---------------------------------------------------------------------- | -------- |
| Frankreich (SNEP) | Silber                                                                 | 100.000  |
| Insgesamt         | 1× Silber ·                                                            | 100.000  |

### Taking Chances
| Land/Region | Auszeichnungen für Musikverkäufe (Land/Region, Auszeichnung, Verkäufe) | Verkäufe |
| ----------- | ---------------------------------------------------------------------- | -------- |
| Kanada (MC) | Gold                                                                   | 20.000   |
| Insgesamt   | 1× Gold ·                                                              | 20.000   |

### Alone
| Land/Region | Auszeichnungen für Musikverkäufe (Land/Region, Auszeichnung, Verkäufe) | Verkäufe |
| ----------- | ---------------------------------------------------------------------- | -------- |
| Kanada (MC) | Gold                                                                   | 40.000   |
| Insgesamt   | 1× Gold ·                                                              | 40.000   |

### Parler à mon père
| Land/Region       | Auszeichnungen für Musikverkäufe (Land/Region, Auszeichnung, Verkäufe) | Verkäufe |
| ----------------- | ---------------------------------------------------------------------- | -------- |
| Frankreich (SNEP) | —                                                                      | 51.900   |
| Kanada (MC)       | Gold                                                                   | 40.000   |
| Insgesamt         | 1× Gold ·                                                              | 91.900   |

### The Prayer
| Land/Region       | Auszeichnungen für Musikverkäufe (Land/Region, Auszeichnung, Verkäufe) | Verkäufe |
| ----------------- | ---------------------------------------------------------------------- | -------- |
| Neuseeland (RMNZ) | Gold                                                                   | 15.000   |
| Insgesamt         | 1× Gold ·                                                              | 15.000   |

### Loved Me Back to Life
| Land/Region | Auszeichnungen für Musikverkäufe (Land/Region, Auszeichnung, Verkäufe) | Verkäufe |
| ----------- | ---------------------------------------------------------------------- | -------- |
| Kanada (MC) | Gold                                                                   | 40.000   |
| Insgesamt   | 1× Gold ·                                                              | 40.000   |

### Encore un soir
| Land/Region       | Auszeichnungen für Musikverkäufe (Land/Region, Auszeichnung, Verkäufe) | Verkäufe |
| ----------------- | ---------------------------------------------------------------------- | -------- |
| Frankreich (SNEP) | Diamant                                                                | 233.333  |
| Kanada (MC)       | Gold                                                                   | 40.000   |
| Schweiz (IFPI)    | Platin                                                                 | 15.000   |
| Insgesamt         | 2× Gold · 1× Diamant ·                                                 | 288.333  |

### Ashes
| Land/Region                  | Auszeichnungen für Musikverkäufe (Land/Region, Auszeichnung, Verkäufe) | Verkäufe |
| ---------------------------- | ---------------------------------------------------------------------- | -------- |
| Kanada (MC)                  | Platin                                                                 | 80.000   |
| Neuseeland (RMNZ)            | Gold                                                                   | 15.000   |
| Polen (ZPAV)                 | Gold                                                                   | 25.000   |
| Vereinigtes Königreich (BPI) | Silber                                                                 | 200.000  |
| Insgesamt                    | 1× Silber · 2× Gold · 1× Platin ·                                      | 320.000  |

### Imperfections
| Land/Region | Auszeichnungen für Musikverkäufe (Land/Region, Auszeichnung, Verkäufe) | Verkäufe |
| ----------- | ---------------------------------------------------------------------- | -------- |
| Kanada (MC) | Gold                                                                   | 40.000   |
| Insgesamt   | 1× Gold ·                                                              | 40.000   |

### Set My Heart on Fire
| Land/Region                  | Auszeichnungen für Musikverkäufe (Land/Region, Auszeichnung, Verkäufe) | Verkäufe |
| ---------------------------- | ---------------------------------------------------------------------- | -------- |
| Vereinigtes Königreich (BPI) | Silber                                                                 | 200.000  |
| Insgesamt                    | 1× Silber ·                                                            | 200.000  |

## Auszeichnungen nach Liedern

### Happy Xmas (War Is Over)
| Land/Region                  | Auszeichnungen für Musikverkäufe (Land/Region, Auszeichnung, Verkäufe) | Verkäufe |
| ---------------------------- | ---------------------------------------------------------------------- | -------- |
| Dänemark (IFPI)              | Gold                                                                   | 45.000   |
| Italien (FIMI)               | Gold                                                                   | 50.000   |
| Vereinigtes Königreich (BPI) | Silber                                                                 | 200.000  |
| Insgesamt                    | 1× Silber · 2× Gold ·                                                  | 295.000  |

### Oh Holy Night
| Land/Region | Auszeichnungen für Musikverkäufe (Land/Region, Auszeichnung, Verkäufe) | Verkäufe |
| ----------- | ---------------------------------------------------------------------- | -------- |
| Kanada (MC) | Platin                                                                 | 80.000   |
| Insgesamt   | 1× Platin ·                                                            | 80.000   |

### On ne change pas
| Land/Region | Auszeichnungen für Musikverkäufe (Land/Region, Auszeichnung, Verkäufe) | Verkäufe |
| ----------- | ---------------------------------------------------------------------- | -------- |
| Kanada (MC) | Gold                                                                   | 40.000   |
| Insgesamt   | 1× Gold ·                                                              | 40.000   |

## Auszeichnungen nach Videoalben

### Unison
| Land/Region | Auszeichnungen für Musikverkäufe (Land/Region, Auszeichnung, Verkäufe) | Verkäufe |
| ----------- | ---------------------------------------------------------------------- | -------- |
| Kanada (MC) | Gold                                                                   | 5.000    |
| Insgesamt   | 1× Gold ·                                                              | 5.000    |

### The Colour of My Love Concert
| Land/Region                  | Auszeichnungen für Musikverkäufe (Land/Region, Auszeichnung, Verkäufe) | Verkäufe |
| ---------------------------- | ---------------------------------------------------------------------- | -------- |
| Frankreich (SNEP)            | Platin                                                                 | 20.000   |
| Vereinigte Staaten (RIAA)    | Platin                                                                 | 100.000  |
| Vereinigtes Königreich (BPI) | Platin                                                                 | 50.000   |
| Insgesamt                    | 3× Platin ·                                                            | 170.000  |

### Live à Paris
| Land/Region       | Auszeichnungen für Musikverkäufe (Land/Region, Auszeichnung, Verkäufe) | Verkäufe |
| ----------------- | ---------------------------------------------------------------------- | -------- |
| Frankreich (SNEP) | 3× Platin                                                              | 60.000   |
| Insgesamt         | 3× Platin ·                                                            | 60.000   |

### Live in Memphis
| Land/Region                  | Auszeichnungen für Musikverkäufe (Land/Region, Auszeichnung, Verkäufe) | Verkäufe |
| ---------------------------- | ---------------------------------------------------------------------- | -------- |
| Frankreich (SNEP)            | Gold                                                                   | 10.000   |
| Kanada (MC)                  | Platin                                                                 | 10.000   |
| Vereinigtes Königreich (BPI) | Gold                                                                   | 25.000   |
| Insgesamt                    | 2× Gold · 1× Platin ·                                                  | 45.000   |

### Au cœur du stade
| Land/Region       | Auszeichnungen für Musikverkäufe (Land/Region, Auszeichnung, Verkäufe) | Verkäufe |
| ----------------- | ---------------------------------------------------------------------- | -------- |
| Frankreich (SNEP) | Diamant                                                                | 100.000  |
| Insgesamt         | 1× Diamant ·                                                           | 100.000  |

### All the Way… A Decade of Song & Video
| Land/Region                  | Auszeichnungen für Musikverkäufe (Land/Region, Auszeichnung, Verkäufe) | Verkäufe |
| ---------------------------- | ---------------------------------------------------------------------- | -------- |
| Australien (ARIA)            | 8× Platin                                                              | 120.000  |
| Vereinigte Staaten (RIAA)    | Platin                                                                 | 100.000  |
| Vereinigtes Königreich (BPI) | Platin                                                                 | 50.000   |
| Insgesamt                    | 10× Platin ·                                                           | 170.000  |

### On ne change pas
| Land/Region       | Auszeichnungen für Musikverkäufe (Land/Region, Auszeichnung, Verkäufe) | Verkäufe |
| ----------------- | ---------------------------------------------------------------------- | -------- |
| Frankreich (SNEP) | 3× Platin                                                              | 60.000   |
| Insgesamt         | 3× Platin ·                                                            | 60.000   |

### Live in Las Vegas – A New Day
| Land/Region                  | Auszeichnungen für Musikverkäufe (Land/Region, Auszeichnung, Verkäufe) | Verkäufe  |
| ---------------------------- | ---------------------------------------------------------------------- | --------- |
| Argentinien (CAPIF)          | 2× Platin                                                              | 16.000    |
| Australien (ARIA)            | 4× Platin                                                              | 60.000    |
| Belgien (BRMA)               | Gold                                                                   | 25.000    |
| Brasilien (PMB)              | Platin                                                                 | 30.000    |
| Frankreich (SNEP)            | Diamant                                                                | 100.000   |
| Kanada (MC)                  | 3× Diamant                                                             | 300.000   |
| Neuseeland (RMNZ)            | Platin                                                                 | 5.000     |
| Portugal (AFP)               | Gold                                                                   | 4.000     |
| Vereinigte Staaten (RIAA)    | 7× Platin                                                              | 700.000   |
| Vereinigtes Königreich (BPI) | Platin                                                                 | 50.000    |
| Insgesamt                    | 2× Gold · 16× Platin · 4× Diamant ·                                    | 1.290.000 |

### Taking Chances World Tour: The Concert
| Land/Region               | Auszeichnungen für Musikverkäufe (Land/Region, Auszeichnung, Verkäufe) | Verkäufe |
| ------------------------- | ---------------------------------------------------------------------- | -------- |
| Frankreich (SNEP)         | Gold                                                                   | 50.000   |
| Kanada (MC)               | 4× Platin                                                              | 40.000   |
| Vereinigte Staaten (RIAA) | Platin                                                                 | 100.000  |
| Insgesamt                 | 1× Gold · 5× Platin ·                                                  | 190.000  |

### Tournée Mondiale Taking Chances: Le Spectacle
| Land/Region | Auszeichnungen für Musikverkäufe (Land/Region, Auszeichnung, Verkäufe) | Verkäufe |
| ----------- | ---------------------------------------------------------------------- | -------- |
| Kanada (MC) | Diamant                                                                | 100.000  |
| Insgesamt   | 1× Diamant ·                                                           | 100.000  |

### Celine: Through the Eyes of the World
| Land/Region               | Auszeichnungen für Musikverkäufe (Land/Region, Auszeichnung, Verkäufe) | Verkäufe |
| ------------------------- | ---------------------------------------------------------------------- | -------- |
| Australien (ARIA)         | Gold                                                                   | 7.500    |
| Kanada (MC)               | 2× Diamant                                                             | 200.000  |
| Vereinigte Staaten (RIAA) | Gold                                                                   | 50.000   |
| Insgesamt                 | 2× Gold · 2× Diamant ·                                                 | 257.500  |

## Statistik und Quellen
| Land/RegionAuszeichnungen für Musikverkäufe (Land/Region, Auszeichnungen, Verkäufe, Quellen) | Silber       | Gold         | Platin         | Diamant       | Verkäufe     | Quellen                                                                       |
| -------------------------------------------------------------------------------------------- | ------------ | ------------ | -------------- | ------------- | ------------ | ----------------------------------------------------------------------------- |
| Argentinien (CAPIF)                                                                          | —            | Gold1        | 7× Platin7     | —             | 268.000      | capif.org.ar                                                                  |
| Australien (ARIA)                                                                            | —            | 9× Gold9     | 60× Platin60   | —             | 3.847.500    | aria.com.au                                                                   |
| Belgien (BRMA)                                                                               | —            | 14× Gold14   | 38× Platin38   | —             | 2.165.000    | ultratop.be                                                                   |
| Brasilien (PMB)                                                                              | —            | 2× Gold2     | 2× Platin2     | —             | 505.000      | pro-musicabr.org.br                                                           |
| Dänemark (IFPI)                                                                              | —            | 5× Gold5     | 27× Platin27   | —             | 935.000      | ifpi.dk                                                                       |
| Deutschland (BVMI)                                                                           | —            | 15× Gold15   | 14× Platin14   | —             | 8.450.000    | musikindustrie.de                                                             |
| Europa (IFPI)                                                                                | —            | —            | 48× Platin48   | —             | (48.000.000) | ifpi.org (Memento vom 1. Januar 2014 im Internet Archive)                     |
| Finnland (IFPI)                                                                              | —            | 5× Gold5     | 5× Platin5     | —             | 396.281      | ifpi.fi                                                                       |
| Frankreich (SNEP)                                                                            | 8× Silber8   | 18× Gold18   | 28× Platin28   | 11× Diamant11 | 19.935.233   | infodisc.fr snepmusique.com                                                   |
| Griechenland (IFPI)                                                                          | —            | 2× Gold2     | —              | —             | 25.000       | Einzelnachweise                                                               |
| Hongkong (IFPI/HKRIA)                                                                        | —            | —            | 2× Platin2     | —             | 40.000       | ifpihk.org                                                                    |
| Irland (IRMA)                                                                                | —            | —            | 4× Platin4     | —             | 60.000       | irishcharts.ie                                                                |
| Italien (FIMI)                                                                               | —            | 4× Gold4     | —              | —             | 250.000      | fimi.it                                                                       |
| Japan (RIAJ)                                                                                 | —            | 8× Gold8     | 14× Platin14   | 4× Diamant4   | 6.800.000    | riaj.or.jp JP2                                                                |
| Kanada (MC)                                                                                  | —            | 16× Gold16   | 92× Platin92   | 11× Diamant11 | 15.837.000   | musiccanada.com                                                               |
| Mexiko (AMPROFON)                                                                            | —            | 2× Gold2     | 7× Platin7     | —             | 1.120.000    | amprofon.com.mx                                                               |
| Neuseeland (RMNZ)                                                                            | —            | 8× Gold8     | 48× Platin48   | —             | 815.000      | aotearoamusiccharts.co.nz NZ2 (Memento vom 24. Juli 2011 im Internet Archive) |
| Niederlande (NVPI)                                                                           | —            | 6× Gold6     | 20× Platin20   | —             | 2.140.000    | nvpi.nl                                                                       |
| Norwegen (IFPI)                                                                              | —            | 3× Gold3     | 18× Platin18   | —             | 830.000      | ifpi.no (Memento vom 5. November 2012 im Internet Archive)                    |
| Österreich (IFPI)                                                                            | —            | 5× Gold5     | 7× Platin7     | —             | 440.000      | ifpi.at                                                                       |
| Polen (ZPAV)                                                                                 | —            | 8× Gold8     | 5× Platin5     | —             | 555.000      | olis.pl                                                                       |
| Portugal (AFP)                                                                               | Silber1      | Gold1        | —              | —             | 14.000       | Einzelnachweise                                                               |
| Russland (NFPF)                                                                              | —            | 2× Gold2     | —              | —             | 20.000       | 2m-online.ru                                                                  |
| Schweden (IFPI)                                                                              | —            | 4× Gold4     | 16× Platin16   | —             | 1.105.000    | sverigetopplistan.se SE2 (Memento vom 17. Juli 2012 im Internet Archive)      |
| Schweiz (IFPI)                                                                               | —            | 8× Gold8     | 33× Platin33   | —             | 1.615.000    | hitparade.ch                                                                  |
| Singapur (RIAS)                                                                              | —            | Gold1        | —              | —             | 5.000        | rias.org.sg                                                                   |
| Spanien (Promusicae)                                                                         | —            | 3× Gold3     | 10× Platin10   | —             | 1.320.000    | elportaldemusica.es ES2                                                       |
| Südafrika (RISA)                                                                             | —            | Gold1        | 2× Platin2     | —             | 450.000      | Einzelnachweise                                                               |
| Taiwan (RIT)                                                                                 | —            | Gold1        | 12× Platin12   | —             | 633.518      | rit.org.tw                                                                    |
| Türkei (Mü-YAP)                                                                              | —            | 2× Gold2     | —              | —             | 40.000       | Einzelnachweise                                                               |
| Ungarn (MAHASZ)                                                                              | —            | 7× Gold7     | —              | —             | 69.000       | slagerlistak.hu                                                               |
| Uruguay (CUD)                                                                                | —            | Gold1        | —              | —             | 3.000        | cudisco.org (Memento vom 9. Dezember 2004 im Internet Archive)                |
| Vereinigte Staaten (RIAA)                                                                    | —            | 5× Gold5     | 52× Platin52   | 2× Diamant2   | 66.775.000   | riaa.com                                                                      |
| Vereinigtes Königreich (BPI)                                                                 | 13× Silber13 | 13× Gold13   | 41× Platin41   | —             | 19.945.000   | bpi.co.uk                                                                     |
| Insgesamt                                                                                    | 22× Silber22 | 180× Gold180 | 612× Platin612 | 28× Diamant28 |              |                                                                               |